# 1543
Portal Geschichte | Portal Biografien | Aktuelle Ereignisse | Jahreskalender | Tagesartikel

◄ |
15. Jahrhundert |
16. Jahrhundert
| 17. Jahrhundert | ►

◄ |
1510er |
1520er |
1530er |
1540er
| 1550er | 1560er | 1570er | ►

◄◄ |
◄ |
1539 |
1540 |
1541 |
1542 |
1543
| 1544 | 1545 | 1546 | 1547 | ► | ►►
Staatsoberhäupter  · Nekrolog   · Musikjahr
| Januar | Januar | Januar | Januar | Januar | Januar | Januar | Januar |
| Kw     | Mo     | Di     | Mi     | Do     | Fr     | Sa     | So     |
| 1      | 1      | 2      | 3      | 4      | 5      | 6      | 7      |
| 2      | 8      | 9      | 10     | 11     | 12     | 13     | 14     |
| 3      | 15     | 16     | 17     | 18     | 19     | 20     | 21     |
| 4      | 22     | 23     | 24     | 25     | 26     | 27     | 28     |
| 5      | 29     | 30     | 31     |        |        |        |        |
| ------ | ------ | ------ | ------ | ------ | ------ | ------ | ------ |

| Februar | Februar | Februar | Februar | Februar | Februar | Februar | Februar |
| Kw      | Mo      | Di      | Mi      | Do      | Fr      | Sa      | So      |
| 5       |         |         |         | 1       | 2       | 3       | 4       |
| 6       | 5       | 6       | 7       | 8       | 9       | 10      | 11      |
| 7       | 12      | 13      | 14      | 15      | 16      | 17      | 18      |
| 8       | 19      | 20      | 21      | 22      | 23      | 24      | 25      |
| 9       | 26      | 27      | 28      |         |         |         |         |
| ------- | ------- | ------- | ------- | ------- | ------- | ------- | ------- |

| März | März | März | März | März | März | März | März |
| Kw   | Mo   | Di   | Mi   | Do   | Fr   | Sa   | So   |
| 9    |      |      |      | 1    | 2    | 3    | 4    |
| 10   | 5    | 6    | 7    | 8    | 9    | 10   | 11   |
| 11   | 12   | 13   | 14   | 15   | 16   | 17   | 18   |
| 12   | 19   | 20   | 21   | 22   | 23   | 24   | 25   |
| 13   | 26   | 27   | 28   | 29   | 30   | 31   |      |
| ---- | ---- | ---- | ---- | ---- | ---- | ---- | ---- |

| April | April | April | April | April | April | April | April |
| Kw    | Mo    | Di    | Mi    | Do    | Fr    | Sa    | So    |
| 13    |       |       |       |       |       |       | 1     |
| 14    | 2     | 3     | 4     | 5     | 6     | 7     | 8     |
| 15    | 9     | 10    | 11    | 12    | 13    | 14    | 15    |
| 16    | 16    | 17    | 18    | 19    | 20    | 21    | 22    |
| 17    | 23    | 24    | 25    | 26    | 27    | 28    | 29    |
| 18    | 30    |       |       |       |       |       |       |
| ----- | ----- | ----- | ----- | ----- | ----- | ----- | ----- |

| Mai | Mai | Mai | Mai | Mai | Mai | Mai | Mai |
| Kw  | Mo  | Di  | Mi  | Do  | Fr  | Sa  | So  |
| 18  |     | 1   | 2   | 3   | 4   | 5   | 6   |
| 19  | 7   | 8   | 9   | 10  | 11  | 12  | 13  |
| 20  | 14  | 15  | 16  | 17  | 18  | 19  | 20  |
| 21  | 21  | 22  | 23  | 24  | 25  | 26  | 27  |
| 22  | 28  | 29  | 30  | 31  |     |     |     |
| --- | --- | --- | --- | --- | --- | --- | --- |

| Juni | Juni | Juni | Juni | Juni | Juni | Juni | Juni |
| Kw   | Mo   | Di   | Mi   | Do   | Fr   | Sa   | So   |
| 22   |      |      |      |      | 1    | 2    | 3    |
| 23   | 4    | 5    | 6    | 7    | 8    | 9    | 10   |
| 24   | 11   | 12   | 13   | 14   | 15   | 16   | 17   |
| 25   | 18   | 19   | 20   | 21   | 22   | 23   | 24   |
| 26   | 25   | 26   | 27   | 28   | 29   | 30   |      |
| ---- | ---- | ---- | ---- | ---- | ---- | ---- | ---- |

| Juli | Juli | Juli | Juli | Juli | Juli | Juli | Juli |
| Kw   | Mo   | Di   | Mi   | Do   | Fr   | Sa   | So   |
| 26   |      |      |      |      |      |      | 1    |
| 27   | 2    | 3    | 4    | 5    | 6    | 7    | 8    |
| 28   | 9    | 10   | 11   | 12   | 13   | 14   | 15   |
| 29   | 16   | 17   | 18   | 19   | 20   | 21   | 22   |
| 30   | 23   | 24   | 25   | 26   | 27   | 28   | 29   |
| 31   | 30   | 31   |      |      |      |      |      |
| ---- | ---- | ---- | ---- | ---- | ---- | ---- | ---- |

| August | August | August | August | August | August | August | August |
| Kw     | Mo     | Di     | Mi     | Do     | Fr     | Sa     | So     |
| 31     |        |        | 1      | 2      | 3      | 4      | 5      |
| 32     | 6      | 7      | 8      | 9      | 10     | 11     | 12     |
| 33     | 13     | 14     | 15     | 16     | 17     | 18     | 19     |
| 34     | 20     | 21     | 22     | 23     | 24     | 25     | 26     |
| 35     | 27     | 28     | 29     | 30     | 31     |        |        |
| ------ | ------ | ------ | ------ | ------ | ------ | ------ | ------ |

| September | September | September | September | September | September | September | September |
| Kw        | Mo        | Di        | Mi        | Do        | Fr        | Sa        | So        |
| 35        |           |           |           |           |           | 1         | 2         |
| 36        | 3         | 4         | 5         | 6         | 7         | 8         | 9         |
| 37        | 10        | 11        | 12        | 13        | 14        | 15        | 16        |
| 38        | 17        | 18        | 19        | 20        | 21        | 22        | 23        |
| 39        | 24        | 25        | 26        | 27        | 28        | 29        | 30        |
| --------- | --------- | --------- | --------- | --------- | --------- | --------- | --------- |

| Oktober | Oktober | Oktober | Oktober | Oktober | Oktober | Oktober | Oktober |
| Kw      | Mo      | Di      | Mi      | Do      | Fr      | Sa      | So      |
| 40      | 1       | 2       | 3       | 4       | 5       | 6       | 7       |
| 41      | 8       | 9       | 10      | 11      | 12      | 13      | 14      |
| 42      | 15      | 16      | 17      | 18      | 19      | 20      | 21      |
| 43      | 22      | 23      | 24      | 25      | 26      | 27      | 28      |
| 44      | 29      | 30      | 31      |         |         |         |         |
| ------- | ------- | ------- | ------- | ------- | ------- | ------- | ------- |

| November | November | November | November | November | November | November | November |
| Kw       | Mo       | Di       | Mi       | Do       | Fr       | Sa       | So       |
| 44       |          |          |          | 1        | 2        | 3        | 4        |
| 45       | 5        | 6        | 7        | 8        | 9        | 10       | 11       |
| 46       | 12       | 13       | 14       | 15       | 16       | 17       | 18       |
| 47       | 19       | 20       | 21       | 22       | 23       | 24       | 25       |
| 48       | 26       | 27       | 28       | 29       | 30       |          |          |
| -------- | -------- | -------- | -------- | -------- | -------- | -------- | -------- |

| Dezember | Dezember | Dezember | Dezember | Dezember | Dezember | Dezember | Dezember |
| Kw       | Mo       | Di       | Mi       | Do       | Fr       | Sa       | So       |
| 48       |          |          |          |          |          | 1        | 2        |
| 49       | 3        | 4        | 5        | 6        | 7        | 8        | 9        |
| 50       | 10       | 11       | 12       | 13       | 14       | 15       | 16       |
| 51       | 17       | 18       | 19       | 20       | 21       | 22       | 23       |
| 52       | 24       | 25       | 26       | 27       | 28       | 29       | 30       |
| 1        | 31       |          |          |          |          |          |          |
| -------- | -------- | -------- | -------- | -------- | -------- | -------- | -------- |

| Januar | Januar | Januar | Januar | Januar | Januar | Januar | Januar |
| Kw     | Mo     | Di     | Mi     | Do     | Fr     | Sa     | So     |
| 1      | 1      | 2      | 3      | 4      | 5      | 6      | 7      |
| 2      | 8      | 9      | 10     | 11     | 12     | 13     | 14     |
| 3      | 15     | 16     | 17     | 18     | 19     | 20     | 21     |
| 4      | 22     | 23     | 24     | 25     | 26     | 27     | 28     |
| 5      | 29     | 30     | 31     |        |        |        |        |
| ------ | ------ | ------ | ------ | ------ | ------ | ------ | ------ |

| Februar | Februar | Februar | Februar | Februar | Februar | Februar | Februar |
| Kw      | Mo      | Di      | Mi      | Do      | Fr      | Sa      | So      |
| 5       |         |         |         | 1       | 2       | 3       | 4       |
| 6       | 5       | 6       | 7       | 8       | 9       | 10      | 11      |
| 7       | 12      | 13      | 14      | 15      | 16      | 17      | 18      |
| 8       | 19      | 20      | 21      | 22      | 23      | 24      | 25      |
| 9       | 26      | 27      | 28      |         |         |         |         |
| ------- | ------- | ------- | ------- | ------- | ------- | ------- | ------- |

| März | März | März | März | März | März | März | März |
| Kw   | Mo   | Di   | Mi   | Do   | Fr   | Sa   | So   |
| 9    |      |      |      | 1    | 2    | 3    | 4    |
| 10   | 5    | 6    | 7    | 8    | 9    | 10   | 11   |
| 11   | 12   | 13   | 14   | 15   | 16   | 17   | 18   |
| 12   | 19   | 20   | 21   | 22   | 23   | 24   | 25   |
| 13   | 26   | 27   | 28   | 29   | 30   | 31   |      |
| ---- | ---- | ---- | ---- | ---- | ---- | ---- | ---- |

| April | April | April | April | April | April | April | April |
| Kw    | Mo    | Di    | Mi    | Do    | Fr    | Sa    | So    |
| 13    |       |       |       |       |       |       | 1     |
| 14    | 2     | 3     | 4     | 5     | 6     | 7     | 8     |
| 15    | 9     | 10    | 11    | 12    | 13    | 14    | 15    |
| 16    | 16    | 17    | 18    | 19    | 20    | 21    | 22    |
| 17    | 23    | 24    | 25    | 26    | 27    | 28    | 29    |
| 18    | 30    |       |       |       |       |       |       |
| ----- | ----- | ----- | ----- | ----- | ----- | ----- | ----- |

| Mai | Mai | Mai | Mai | Mai | Mai | Mai | Mai |
| Kw  | Mo  | Di  | Mi  | Do  | Fr  | Sa  | So  |
| 18  |     | 1   | 2   | 3   | 4   | 5   | 6   |
| 19  | 7   | 8   | 9   | 10  | 11  | 12  | 13  |
| 20  | 14  | 15  | 16  | 17  | 18  | 19  | 20  |
| 21  | 21  | 22  | 23  | 24  | 25  | 26  | 27  |
| 22  | 28  | 29  | 30  | 31  |     |     |     |
| --- | --- | --- | --- | --- | --- | --- | --- |

| Juni | Juni | Juni | Juni | Juni | Juni | Juni | Juni |
| Kw   | Mo   | Di   | Mi   | Do   | Fr   | Sa   | So   |
| 22   |      |      |      |      | 1    | 2    | 3    |
| 23   | 4    | 5    | 6    | 7    | 8    | 9    | 10   |
| 24   | 11   | 12   | 13   | 14   | 15   | 16   | 17   |
| 25   | 18   | 19   | 20   | 21   | 22   | 23   | 24   |
| 26   | 25   | 26   | 27   | 28   | 29   | 30   |      |
| ---- | ---- | ---- | ---- | ---- | ---- | ---- | ---- |

| Juli | Juli | Juli | Juli | Juli | Juli | Juli | Juli |
| Kw   | Mo   | Di   | Mi   | Do   | Fr   | Sa   | So   |
| 26   |      |      |      |      |      |      | 1    |
| 27   | 2    | 3    | 4    | 5    | 6    | 7    | 8    |
| 28   | 9    | 10   | 11   | 12   | 13   | 14   | 15   |
| 29   | 16   | 17   | 18   | 19   | 20   | 21   | 22   |
| 30   | 23   | 24   | 25   | 26   | 27   | 28   | 29   |
| 31   | 30   | 31   |      |      |      |      |      |
| ---- | ---- | ---- | ---- | ---- | ---- | ---- | ---- |

| August | August | August | August | August | August | August | August |
| Kw     | Mo     | Di     | Mi     | Do     | Fr     | Sa     | So     |
| 31     |        |        | 1      | 2      | 3      | 4      | 5      |
| 32     | 6      | 7      | 8      | 9      | 10     | 11     | 12     |
| 33     | 13     | 14     | 15     | 16     | 17     | 18     | 19     |
| 34     | 20     | 21     | 22     | 23     | 24     | 25     | 26     |
| 35     | 27     | 28     | 29     | 30     | 31     |        |        |
| ------ | ------ | ------ | ------ | ------ | ------ | ------ | ------ |

| September | September | September | September | September | September | September | September |
| Kw        | Mo        | Di        | Mi        | Do        | Fr        | Sa        | So        |
| 35        |           |           |           |           |           | 1         | 2         |
| 36        | 3         | 4         | 5         | 6         | 7         | 8         | 9         |
| 37        | 10        | 11        | 12        | 13        | 14        | 15        | 16        |
| 38        | 17        | 18        | 19        | 20        | 21        | 22        | 23        |
| 39        | 24        | 25        | 26        | 27        | 28        | 29        | 30        |
| --------- | --------- | --------- | --------- | --------- | --------- | --------- | --------- |

| Oktober | Oktober | Oktober | Oktober | Oktober | Oktober | Oktober | Oktober |
| Kw      | Mo      | Di      | Mi      | Do      | Fr      | Sa      | So      |
| 40      | 1       | 2       | 3       | 4       | 5       | 6       | 7       |
| 41      | 8       | 9       | 10      | 11      | 12      | 13      | 14      |
| 42      | 15      | 16      | 17      | 18      | 19      | 20      | 21      |
| 43      | 22      | 23      | 24      | 25      | 26      | 27      | 28      |
| 44      | 29      | 30      | 31      |         |         |         |         |
| ------- | ------- | ------- | ------- | ------- | ------- | ------- | ------- |

| November | November | November | November | November | November | November | November |
| Kw       | Mo       | Di       | Mi       | Do       | Fr       | Sa       | So       |
| 44       |          |          |          | 1        | 2        | 3        | 4        |
| 45       | 5        | 6        | 7        | 8        | 9        | 10       | 11       |
| 46       | 12       | 13       | 14       | 15       | 16       | 17       | 18       |
| 47       | 19       | 20       | 21       | 22       | 23       | 24       | 25       |
| 48       | 26       | 27       | 28       | 29       | 30       |          |          |
| -------- | -------- | -------- | -------- | -------- | -------- | -------- | -------- |

| Dezember | Dezember | Dezember | Dezember | Dezember | Dezember | Dezember | Dezember |
| Kw       | Mo       | Di       | Mi       | Do       | Fr       | Sa       | So       |
| 48       |          |          |          |          |          | 1        | 2        |
| 49       | 3        | 4        | 5        | 6        | 7        | 8        | 9        |
| 50       | 10       | 11       | 12       | 13       | 14       | 15       | 16       |
| 51       | 17       | 18       | 19       | 20       | 21       | 22       | 23       |
| 52       | 24       | 25       | 26       | 27       | 28       | 29       | 30       |
| 1        | 31       |          |          |          |          |          |          |
| -------- | -------- | -------- | -------- | -------- | -------- | -------- | -------- |

## Ereignisse

### Politik und Weltgeschehen

#### Italienische Kriege
- 5. August: Beim Ringen um die Vorherrschaft in Italien zwischen den Häusern Valois und Habsburg beginnt eine verbündete französisch-osmanische Streitmacht mit der Belagerung von Nizza.
- 5. September: Die Belagerung von Nizza endet mit dem Abzug der französischen und mit ihnen verbündeten türkischen Belagerer, nachdem ein kaiserliches Heer zur Verstärkung der Stadt heranzieht. Das Ringen um die Vorherrschaft in Oberitalien geht vorerst zu Gunsten Spaniens aus.

#### England / Wales

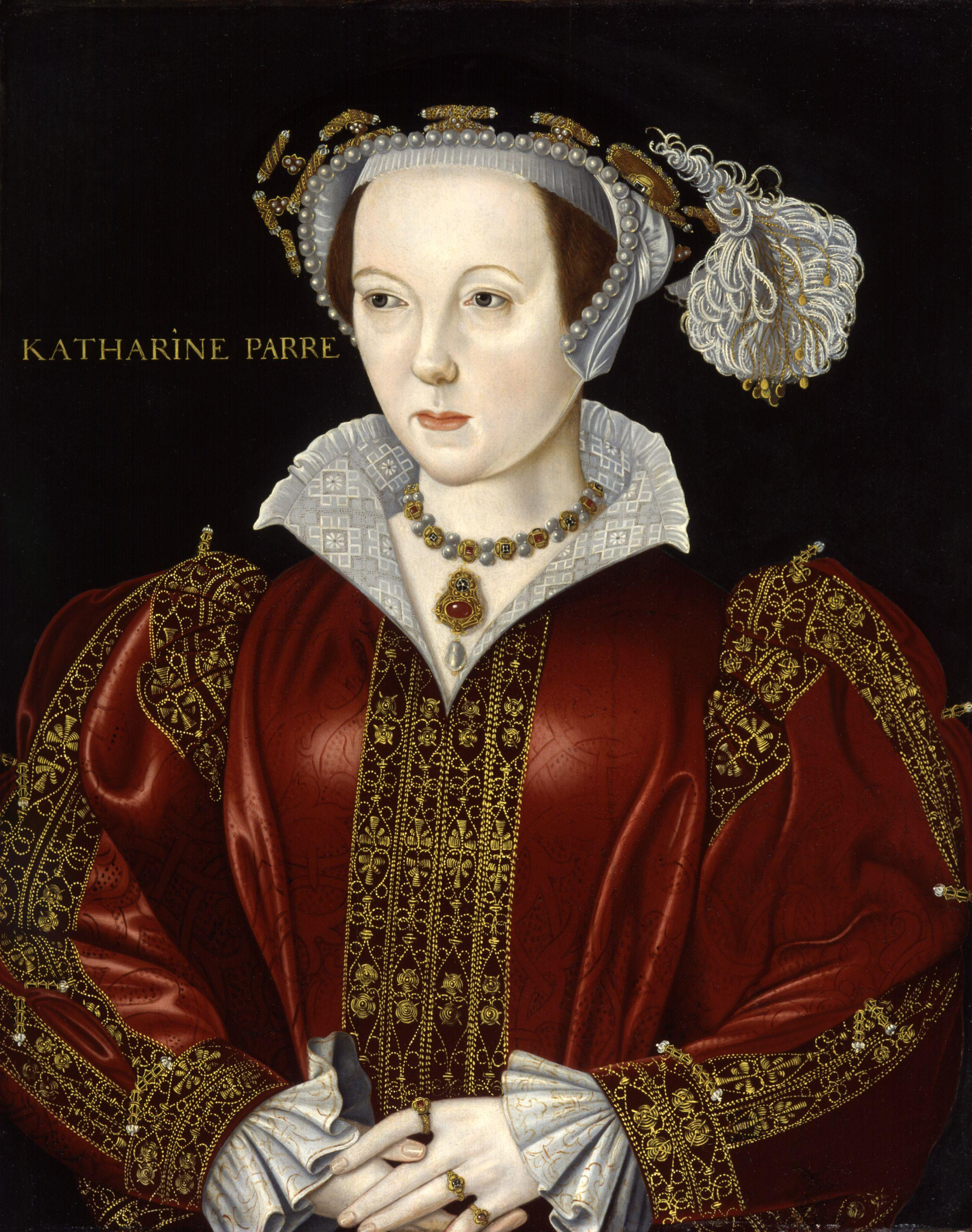
Catherine Parr

- 12. Juli: Heinrich VIII. von England heiratet im Hampton Court Palace seine sechste Frau, Catherine Parr.
- Das zweite der Gesetze zur Eingliederung von Wales in das Königreich England wird beschlossen. Damit wird unter anderem die englische Sprache Amtssprache in Wales.

#### Weitere Ereignisse in Europa
- August: Richardsdorf (später Rixdorf, heute Berlin-Neukölln) geht in den Besitz der Stadt Cölln über.
- August/September: Die Osmanen erobern Gran und Stuhlweißenburg im ungarischen Bürgerkrieg.
- 7. September: Im Vertrag von Venlo wird der Dritte Geldrische Erbfolgekrieg beigelegt. Herzog Wilhelm V. von Jülich-Kleve-Berg (genannt Wilhelm der Reiche) muss das Herzogtum Geldern sowie die Grafschaft Zutphen endgültig an Kaiser Karl V. abtreten.
- Das Königreich Thomond in Irland erlischt.

#### Urkundliche Ersterwähnungen
- Romberg und Volosko werden erstmals urkundlich erwähnt.

#### Afrika
- 21. Februar: In der Schlacht von Wayna Daga besiegt ein portugiesisch-äthiopisches Heer Truppen des muslimischen Sultanats Adal, dessen Herrscher Ahmad ibn Ibrahim al-Ghazi in der Schlacht getötet wird. Sein Nachfolger Nur ibn Mudjahid führt den Kampf gegen den äthiopischen negus negest Claudius fort.
- Nach dem Tod des christlichen Mani-Kongo Afonso I. beginnt im Königreich Kongo eine Zeit der Thronstreitigkeiten.

#### Asien
- Portugiesische Seefahrer landen auf der Insel Tanegashima und erreichen damit als erste Europäer Japan.

#### Amerika
- 28. Mai: Der spanische Konquistador Francisco de Montejo gründet die Stadt Valladolid in Yucatán.

### Wirtschaft

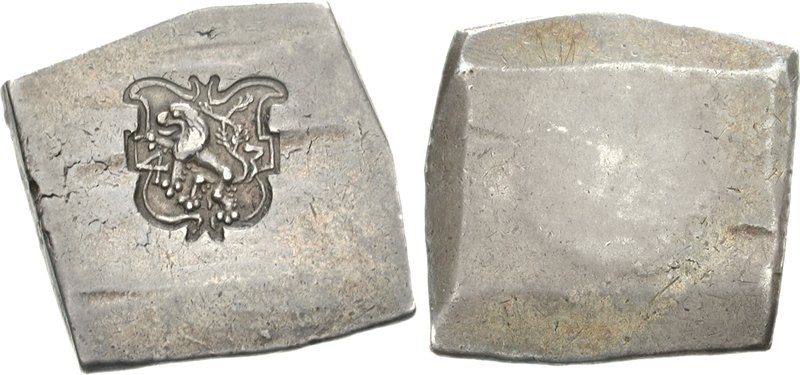
Kriegsklippe aus Silber (Vor- und Rückseite), ausgegeben bei der Belagerung von Jülich 1543

- Bei der Belagerung der Festung Jülich werden erstmals Jülicher Notklippen als Belagerungsmünzen herausgegeben.
- Die Köstritzer Erbschenke in Köstritz bei Gera wird erstmals urkundlich erwähnt. Sie ist damit eine der ältesten Schwarzbierbrauereien Deutschlands.

### Wissenschaft und Technik

#### Astronomie
Nikolaus Kopernikus veröffentlicht De revolutionibus orbium coelestium. Er beschreibt in dem vom Nürnberger Drucker Johannes Petreius herausgegebenen Werk ein mathematisch-naturphilosophisches Modell, gemäß dem sich die Planeten einschließlich der Erde um die Sonne bewegen und die Erde sich um ihre eigene Achse dreht. Das Werk gehört zu den Meilensteinen der Astronomie der Neuzeit. Es ist ein Schlüsselwerk der Kopernikanischen Wende.

#### Medizin und Botanik

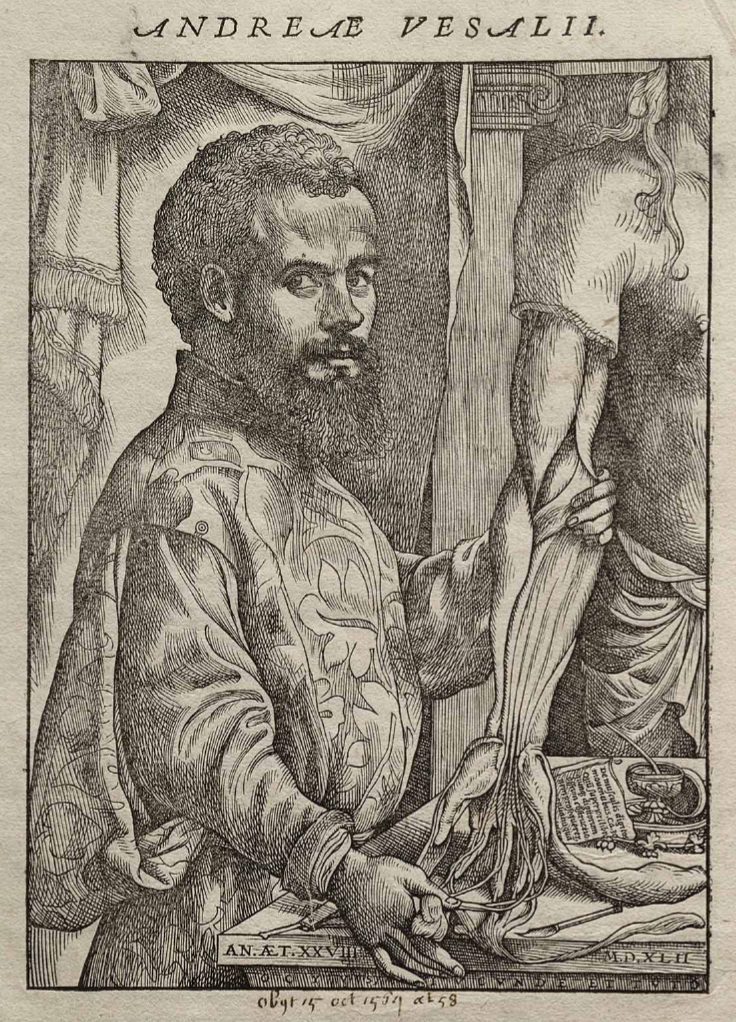
Andreas Vesalius; das Porträt stammt aus seiner „Fabrica“, es wird Jan Stephan van Calcar zugeschrieben

Andreas Vesalius veröffentlicht das medizinische Werk Libri septem de humani corporis fabrica in Basel bei dem Verleger Johannes Oporinus und begründet damit die neuzeitliche Anatomie. Vesalius selbst hält im Mai in Basel ein anatomisches Kolloquium ab. Das hierbei von ihm präparierte sogenannte Vesalsche Skelett ist noch heute erhalten und das älteste Stück der anatomischen Sammlung in Basel. Es soll aus den sterblichen Überresten des Verbrechers Jakob Karrer von Gebweiler bestehen, der 1543 zergliedert und präpariert worden ist.

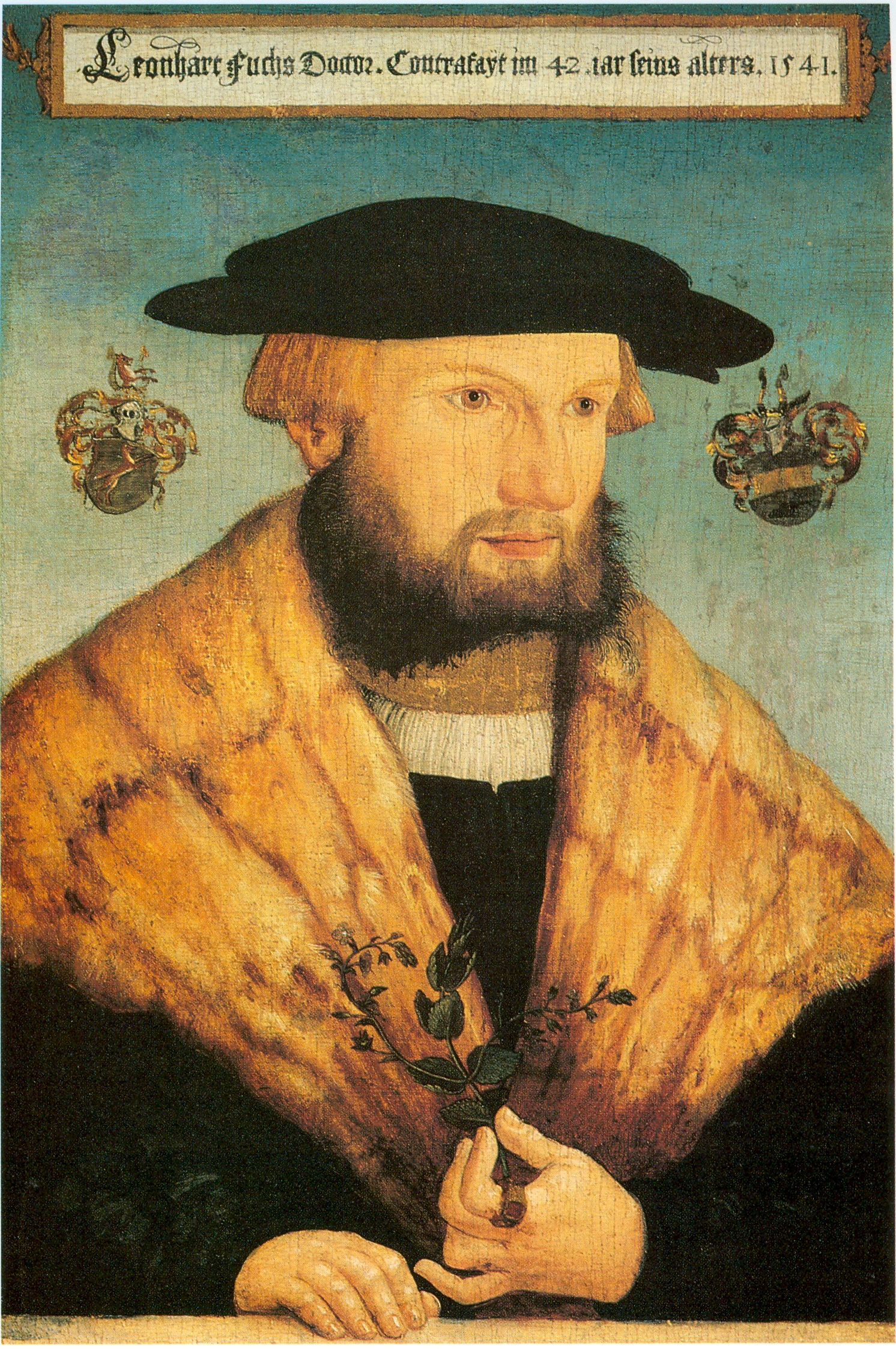
Leonhart Fuchs

Der deutsche Mediziner und Botaniker Leonhart Fuchs veröffentlicht sein New Kreüterbuch.

### Kultur und Gesellschaft
- 22. Februar: Das Archigymnasium in Dortmund wird durch einen Beschluss des Bürgermeisters und des Stadtrates gegründet.
- 21. Mai: Herzog Moritz von Sachsen erlässt auf Anraten seines politischen Ratgebers Georg von Carlowitz die Neue Landesordnung, mit der im Abschnitt Von dreyen neuen Schulen die dauerhafte Grundlage für die heute noch existenten Fürstenschulen: Die  Landesschule Sankt Afra in Meißen, die Landesschule Pforta in den Mauern des Klosters Pforta, die noch im selben Jahr gegründet werden, und – nach dem Veto des Bischofs von Merseburg gegen eine solche Schulgründung in seiner Stadt – die Landesschule Sankt Augustin in Grimma im Jahr 1550.
- Die Hochfürstliche Schule in Wolfenbüttel wird gegründet.
- Herzog Johann Ernst von Sachsen-Coburg gibt bei den Architekten Paulus Beheim, Nikolaus Gromann und Caspar Vischer den Bau von Schloss Ehrenburg bei Coburg in Auftrag. Teile des alten Franziskanerklosters werden in den Bau mit einbezogen.

### Religion
- Erzbischof und Kurfürst Hermann von Wied versucht im Erzstift Köln und den Nebenländern, dem Vest Recklinghausen und dem Herzogtum Westfalen, die Reformation einzuführen. Der Kurfürst lädt zu diesem Zweck Philipp Melanchthon ins Erzstift ein, der zu Beginn des Jahres in Bonn eintrifft und mit Martin Bucer eine Reformationsschrift zur Kölner Reformation verfasst. Auf dem Landtag wird Hermann von Wied insbesondere von der Ritterschaft, aber auch von Teilen des Domkapitels unterstützt. In der Folge beginnt sich im Domkapitel unter der Führung von Johannes Gropper und in der Kölner Universität, unterstützt von Herzog Wilhelm dem Reichen allerdings Widerstand gegen die Reformation zu entwickeln.
- In den Schriften Von den Jüden und iren Lügen und Vom Schem Hamphoras diffamiert Martin Luther die Juden und setzt sie mit dem Teufel gleich.
- Martin Luther veröffentlicht das Weihnachtslied Vom Himmel kam der Engel Schar.
- Das Kloster Levern wird im Zuge der Reformation aufgelöst und in ein weltliches Damenstift umgewandelt.

## Geboren

### Geburtsdatum gesichert
- 22. Januar: Hartmann Pistoris, Rechtswissenschaftler und Geheimer Rat der sächsischen Kurfürsten († 1603)
- 31. Januar: Tokugawa Ieyasu, japanischer Feldherr, Shōgun und einer der „drei Reichseiniger“ († 1616)
- 14. Februar: Valentin Schindler, deutscher Philologe und Orientalist († 1604)
- 16. Februar: Kanō Eitoku, japanischer Maler († 1590)
- 18. Februar: Karl III., Herzog von Lothringen und Mercœur († 1608)
- 07. März: Johann Kasimir von Pfalz-Simmern, Administrator der Kurpfalz († 1592)
- 11. März: Dorothea von Sachsen-Lauenburg, Herzogin von Braunschweig-Grubenhagen († 1586)
- 15. März: Nathan Chyträus, deutscher evangelischer Theologe, Dichter und Philologe († 1598)
- 000März: Antoine de Roquelaure, Marschall von Frankreich († 1625)
- 18. Juni: Petrus Albinus, Professor in Wittenberg und Begründer der sächsischen Geschichtsschreibung († 1598)
- 29. Juni: Christine von Hessen, Herzogin von Holstein-Gottorf († 1604)
- 21. August: Giovanni Bembo, 92. Doge von Venedig († 1618)
- 04. September: Johann Lange, sächsischer Orgelbauer († 1617)
- 14. September: Claudio Acquaviva,  Generalsuperior der Societas Jesu († 1615)
- 08. November: Lettice Knollys, englische Adelige und Hofdame der Königin Elisabeth I. († 1634)
- 30. November: Christoph Andreas von Spaur, Bischof von Gurk und Bischof von Brixen († 1613)

### Genaues Geburtsdatum unbekannt
- Ichijō Kanesada, japanischer Adeliger († 1585)
- Jeong Gu, koreanischer Philosoph, Dichter und Schriftsteller († 1620)
- Philipp Lonicer, deutscher Historiker und evangelischer Theologe († 1599)
- Magnus II., Herzog von Sachsen-Lauenburg († 1603)
- Karl von Mansfeld, deutscher Söldner († 1595)
- Michele Ruggieri, italienischer Priester und Missionar in China († 1607)
- Şerefhan, kurdischer Fürst und Schriftsteller († um 1599)
- Sönam Gyatsho, dritter Dalai Lama († 1588)

## Gestorben

### Januar bis April
- 03. Januar: Juan Rodríguez Cabrillo, portugiesischer Entdecker in spanischen Diensten (* um 1499)
- 13. Januar: Konrad Treger, deutscher Augustiner-Eremit und katholischer Kontroverstheologe (* um 1480/1483)

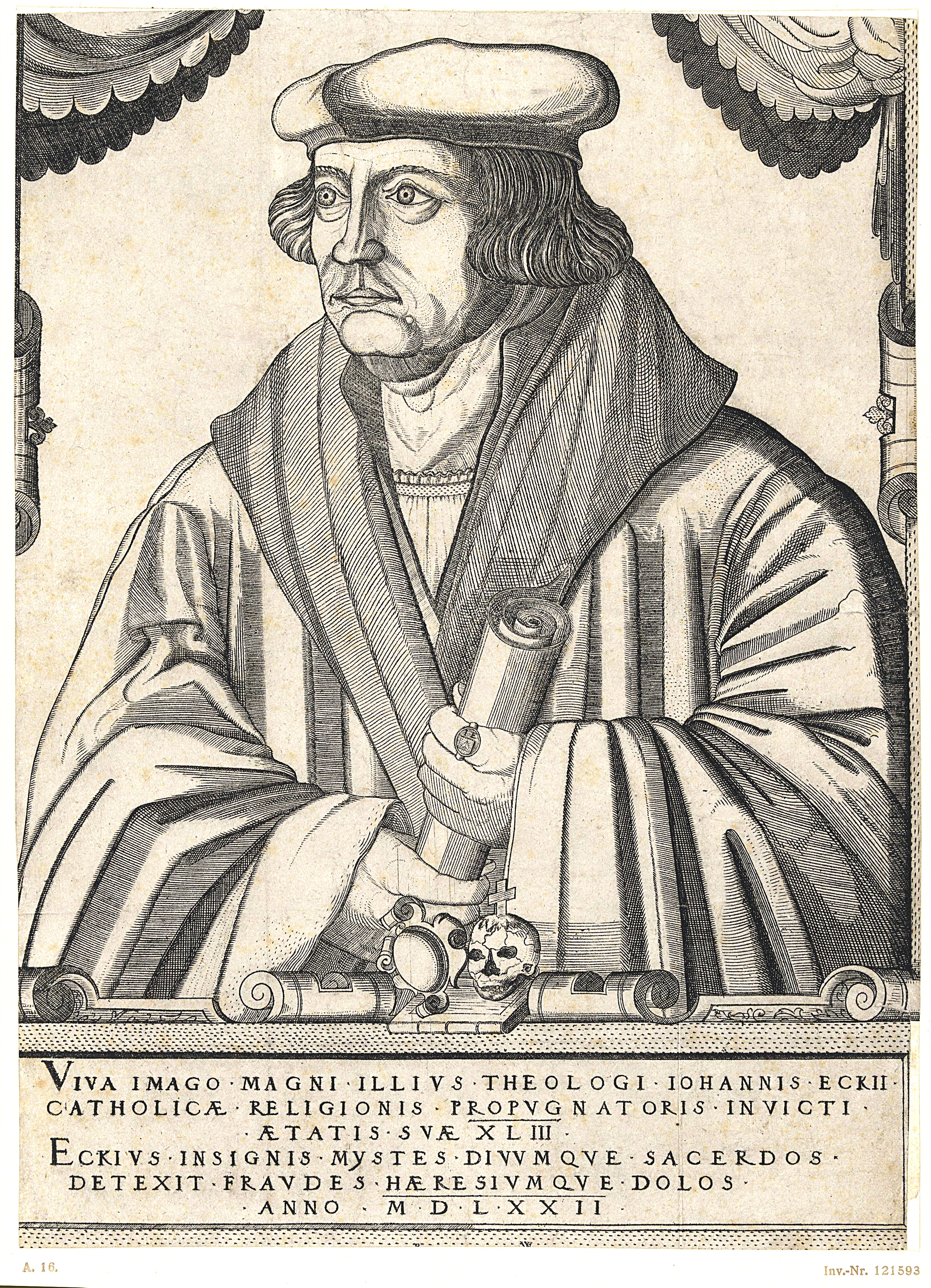
Kupferstich von Johannes Eck

- 10. Februar: Johannes Eck, deutscher katholischer Theologe, Gegner Martin Luthers (* 1486)
- 21. Februar: Ahmad ibn Ibrahim al-Ghazi, muslimisch-äthiopischer Herrscher im Sultanat Adal (* 1506)
- 21. Februar: Apollonia von Waldenfels, Äbtissin des Klosters Himmelkron
- 23. Februar: Eva von Leiningen-Westerburg, regierende Gräfin von Leiningen (* 1481)
- 23. Februar: Joseph Feyerabend, deutscher Jurist und Reformator, erster protestantischer Stiftsdekan in Ansbach und erster protestantischer Propst in Feuchtwangen (* 1493)
- 02. März: John Nevill, 3. Baron Latymer, englischer Adeliger und Politiker (* 1493)
- 20. März: Johann Feige, hessischer Jurist und Staatsmann (* 1482)
- 30. März: Cesare Cesariano, italienischer Maler, Freskant, Kunstschriftsteller, Militäringenieur und Architekt (* um 1477)

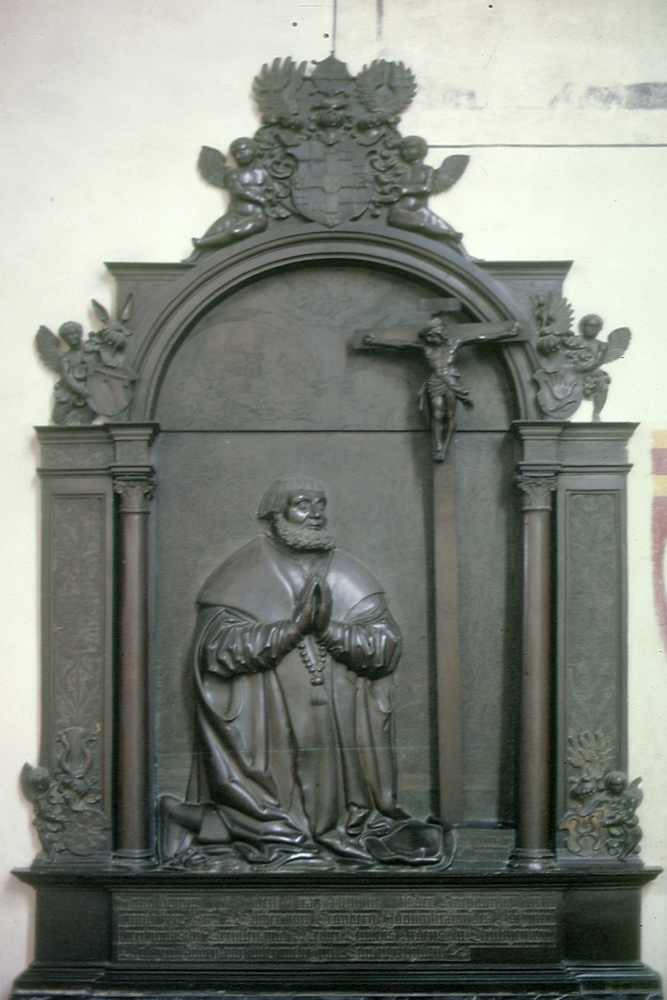
Epitaph Walther von Cronberg

- 04. April: Walther von Cronberg, Deutschmeister und Hochmeister des Deutschen Ordens (* um 1477)
- 15. April: Francesco Canova da Milano, italienischer Komponist und Lautenist (* 1497)
- 15. April: Christoph von Stadion, Bischof von Augsburg (* 1478)
- 23. April: Susanna von Bayern, Markgräfin von Brandenburg-Kulmbach und Pfalzgräfin von Neuburg (* 1502)

### Mai bis August
- 01. Mai: Veit von Thümen, Herrenmeister des Johanniterordens (* vor 1511)
- vor 3. Mai: Altobello Melone, italienischer Maler (* um 1490/1491)
- 16. Mai: Mathias Auctus, deutscher Humanist, Stadtphysicus in Breslau (* vor 1490)
- 21. Mai: Georg Elner, deutscher Logiker und Theologe (* um 1473)

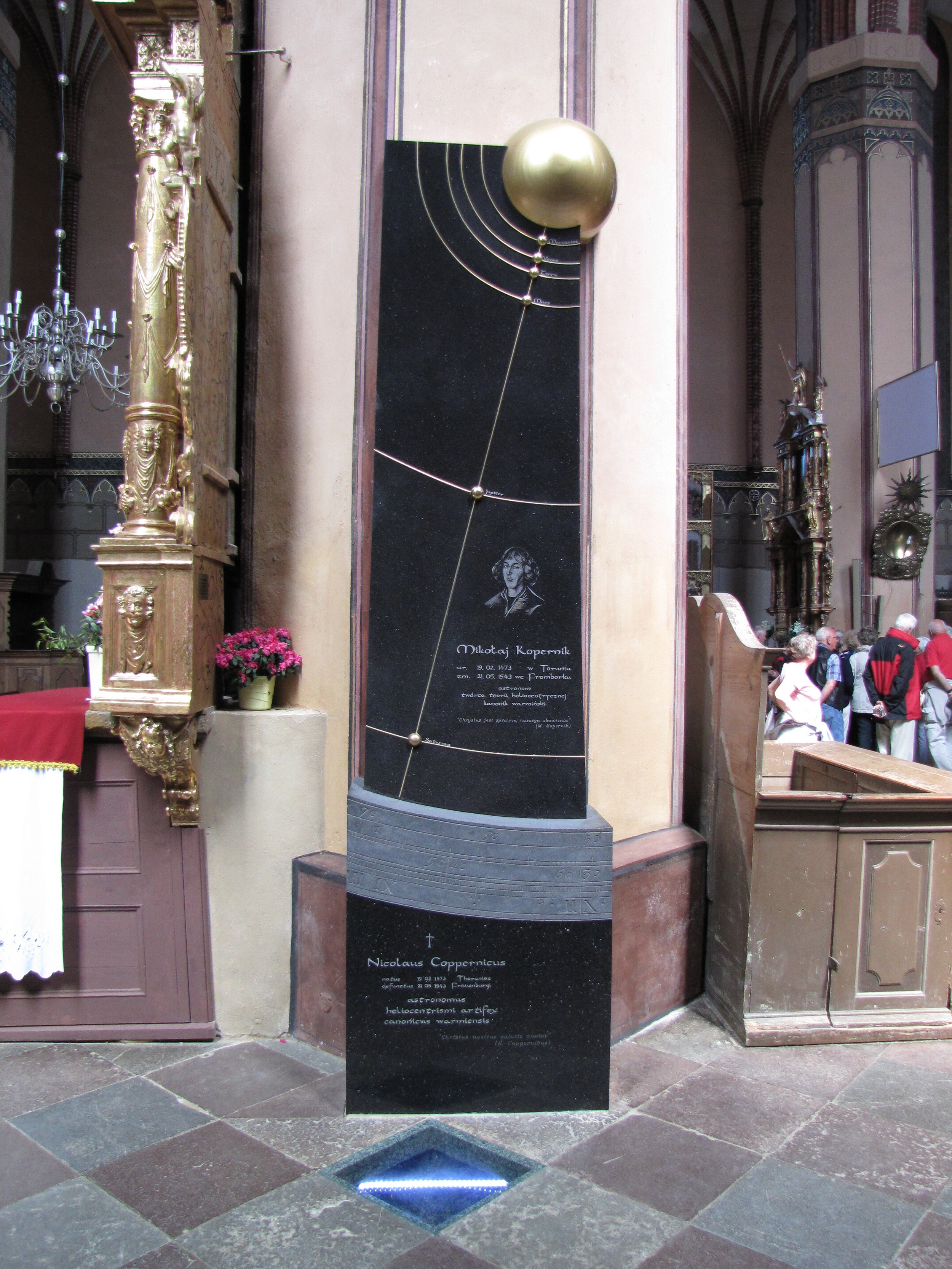
Grabmal von Kopernikus

- 24. Mai: Nikolaus Kopernikus, deutscher Astronom, Mathematiker, Kartograf und Arzt, Domherr des Fürstbistums Ermland in Preußen (* 1473)
- 30. oder 31. Mai: Gisbert Longolius, niederrheinischer Humanist (* 1507)
- 000Mai: Bonifacius Wolfhart, deutscher Theologe und Reformator (* um 1490)
- 27. Juni: Agnolo Firenzuola, italienischer Dichter (* 1493)
- 19. Juli: Berthold Pürstinger, Bischof von Chiemsee und theologischer Schriftsteller (* 1465)
- 30. Juli: Mary Boleyn, englische Hofdame, Schwester von Anne Boleyn, Geliebte von König Heinrich VIII. von England (* 1499/1500)
- 01. August: Magnus I., Herzog von Sachsen-Lauenburg (* 1470)
- 01. August: Paul Phrygio, deutscher reformierter Theologe und Reformator (* um 1483)
- 08. August: Herman Rover, deutscher Jurist, Ratssekretär in Lübeck und Ratsherr in Hamburg (* um 1495)
- 29. August: Maria von Jülich, Herzogin von Jülich-Kleve-Berg (* 1491)

### September bis Dezember
- 20. September: Thomas Manners, 1. Earl of Rutland, englischer Adeliger und Politiker (* vor 1493)
- 23. September: Johanna von Hachberg-Sausenberg, Gräfin von Neuchâtel (* zwischen 1485 und 1487)
- 26. September: Francesco Cornaro, Kardinalbischof von Albano und Palestrina, Bischof von Brescia (* 1478)
- 28. September: Georg von Kunheim der Ältere, preußischer Verwaltungsbeamter und politischer Berater von Herzog Albrecht von Preußen (* 1480)
- 07. Oktober: Gertrud von Büchel, deutsche Äbtissin, Kalligraphin und Buchillustratorin (* 1467)
- 01. November: Nikolaus Brömse, Bürgermeister von Lübeck (* um 1472)
- 10. November: Matthäus Aurogallus, deutscher Historiker, Sprachwissenschaftler und Hebraist (* 1490)

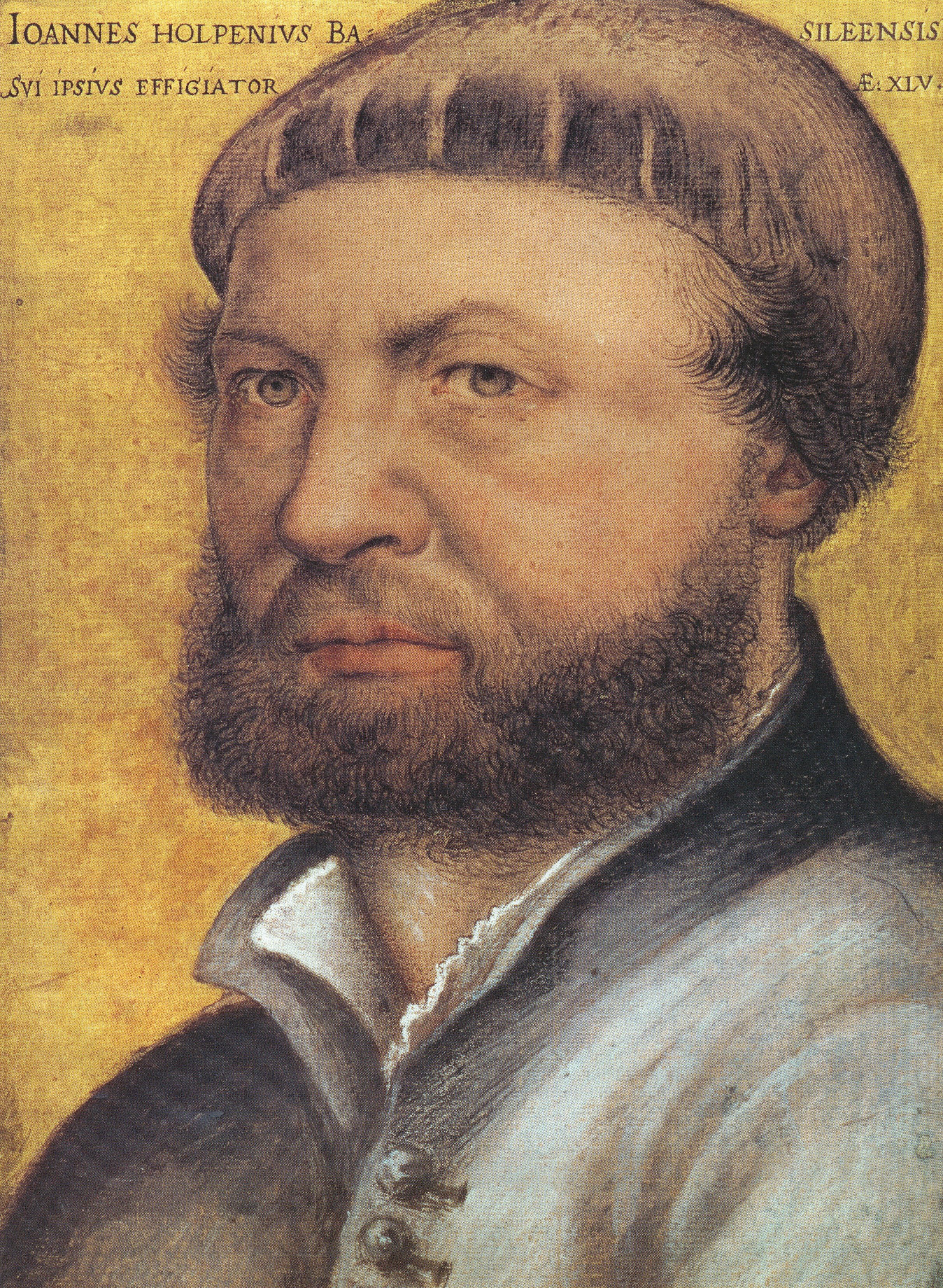
Hans Holbein der Jüngere, Selbstbildnis um 1542

- 29. November: Hans Holbein der Jüngere, deutscher Maler (* 1497)
- 30. November: Francesco Granacci, italienischer Maler (* 1469)
- 12. Dezember: Maria Salviati, italienische Patrizierin (* 1499)
- 27. Dezember: Georg der Fromme, Markgraf von Brandenburg-Ansbach, Regent von Brandenburg-Kulmbach sowie Herzog von Jägerndorf und Oppeln-Ratibor (* 1484)
- Ende Dezember: Franz II. von Taxis, deutscher Adeliger, Postmeister Karls V. (* um 1514)

### Genaues Todesdatum unbekannt
- Afonso I., König des afrikanischen Reiches Kongo (* um 1456)
- Friedrich von Ahlefeldt, Herr von Haseldorf, Haselau, auf Gut Seestermühe und Gut Seegaard und königlicher Rat
- al-Mutawakkil III., letzter abbasidischer Kalif in Kairo
- Polidoro da Caravaggio, italienischer Maler (* um 1492)
- Michele Coltellini, italienischer Maler (* um 1480)
- Antonio Giuffrè, sizilianischer Maler (* 1493)
- John Nevill, 3. Baron Latymer, englischer Adeliger und Politiker (* 1493)
- Thao Chai, Herrscher des laotischen Königreichs La Nan